# Phasia pandellei
Phasia pandellei är en tvåvingeart som först beskrevs av Dupuis 1957.  Phasia pandellei ingår i släktet Phasia och familjen parasitflugor. Inga underarter finns listade i Catalogue of Life.